# British Motor Corporation
British Motor Corporation (BMC) — британская холдинговая автомобильная компания, образованная в апреле 1952 года в результате слияния компаний Austin Motor Company и Morris Motors. Штаб-квартира располагалась в Лонгбридже, Бирмингем.
14 декабря 1966 года BMC была преобразована в British Motor Holdings Limited (BMH). Последний, в свою очередь, в мае 1968 года сливается с Leyland в объединённую British Leyland Motor Corporation.

## История

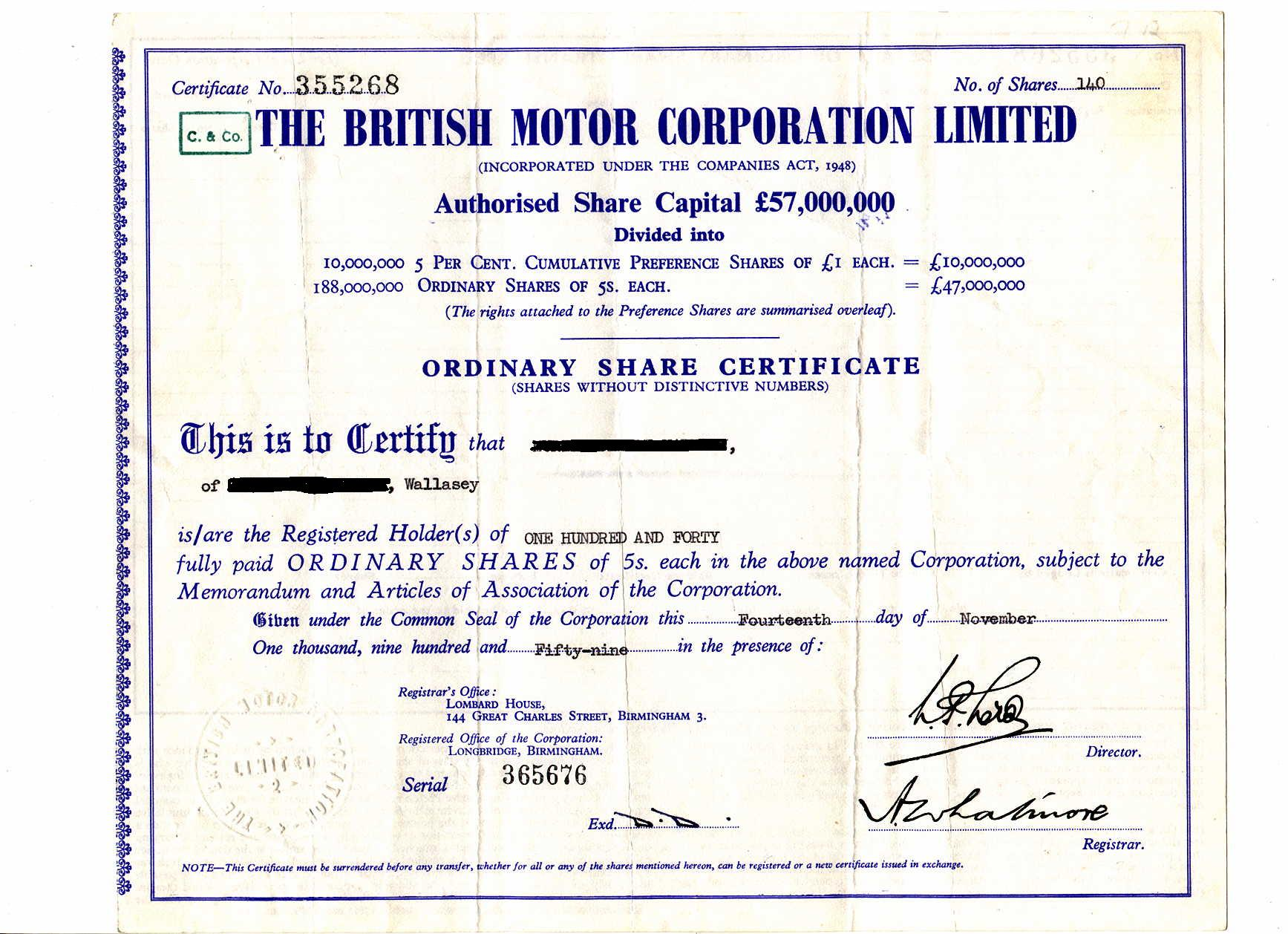
Акция BMC.

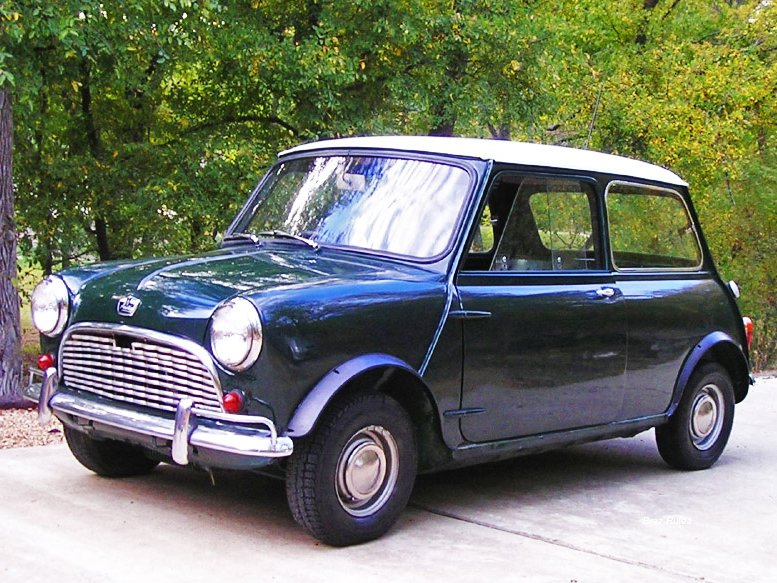
Бестселлер BMC — Austin Mini Super-Deluxe 1963 года

На момент основания в 1952 году, BMC являлась крупнейшей британской автомобилестроительной корпорацией, контролировавшей 39 % британской автомобильного рынка, выпуская широкий ассортимент продукции под марками Austin, Morris, MG, Austin-Healey, Wolseley, Riley, а также коммерческие автомобили и сельскохозяйственную технику.
Первым председателем стал Уильям Моррис. В августе 1952 года он был сменён Леонардом Лордом, занимавшем этот пост до 1961 года, когда его преемником стал Джордж Харриман, исполнявший обязанности управляющего директора с 1956 года.
Доминирующим партнёром являлся Austin, поскольку возглавлял корпорацию именно его представитель. Спустя три года после объединения прекратилось использование двигателей и наработок Morris, а новые конструкции получили индекс «ADO» (Amalgamated Drawing Office). Основной завод в Лонгбридже был модернизирован, что позволило улучшить производительность в сравнении с прежними шестнадцатью разбросанными по центральной Англии предприятиями. Однако система управления Austin, в особенности по части контроля за расходами и маркетинга, оставляла желать лучшего. В результате, несмотря на рост производства, доля рынка и, соответственно, прибыли, неуклонно снижались, что привело к объединению с Jaguar в «British Motor Holdings» (BMH) в 1966 году, а два года спустя — к слиянию с Leyland Motor Corporation. Самой же продаваемой машиной BMC на всём протяжении её существования оставалась Mini. Менее популярными являлись Riley и Wolseley.
До слияния каждая из марок имела собственную разветвлённую дилерскую сеть по сбыту продукции. Среди британских потребителей наметилась тенденция лояльности к конкретным маркам, поэтому модельные ряды каждой из марок расширялись до широких ценовых диапазонов. Это привело к тому, что некоторые марки BMC конкурировали между собой в схожих сегментах. Дизайн автомобилей оставался консервативным и устаревшим, что вынудило Леонарда Лорда обратиться к услугам кузовных ателье.

### BMC Farina
В 1958 году руководство BMC наняло Баттиста Фарина для редизайна всего имевшегося модельного ряда. Были созданы три типа седанов «Farina», продававшихся под разными марками:
Компактная Farina, представленная в 1958 году под маркой Austin A40 Farina. Этот кузов считается также одним из первых хетчбэков: небольшой универсал, в настоящее время классифицируемый как хетчбэк. Mark II A40 Farina выпускался с 1961 по 1967 год. Эти автомобили оснащались двигателями A-Series.
Разработка среднеразмерных Farina началась в 1958 году. Они включали в себя Wolseley 15/60, Riley 4/68, Austin A55 Cambridge Mk. II, MG Magnette Mk. III и Morris Oxford V. Позднее лицензию на этот проект приобрела аргентинская компания Siam Di Tella, в которой выпускались седан Siam Di Tella 1500, универсал Traveller и пикап Argenta. Большинство из этих автомобилей оставались в производстве до 1961 года (Siam Di Tella 1500 — до 1968). Затем они получили обновлённые кузова Farina и новые индексы: Austin A60 Cambridge, MG Magnette Mk. IV, Morris Oxford VI, Riley 4/72 и Wolseley 16/60. В Аргентине Siam Magnette 1622 1964 года заменила собой Siam Di Tella 1500. Эти машины оставались в производстве до 1968 года. Среднеразмерные машины имели рядные 4-цилиндровые двигатели B-Series.
Полноразмерные автомобили Farina 1959 года включали в себя Austin A99 Westminster, Vanden Plas Princess 3-Litre и Wolseley 6/99 и имели рядные 6-цилиндровые двигатели C-Series. В 1961 году они были обновлены — Austin A110 Westminster, Vanden Plas Princess 3-Litre Mk. II и Wolseley 6/110. Производство также продолжалось до 1968 года.

## Автомобили BMC

### Проектные номера BMC

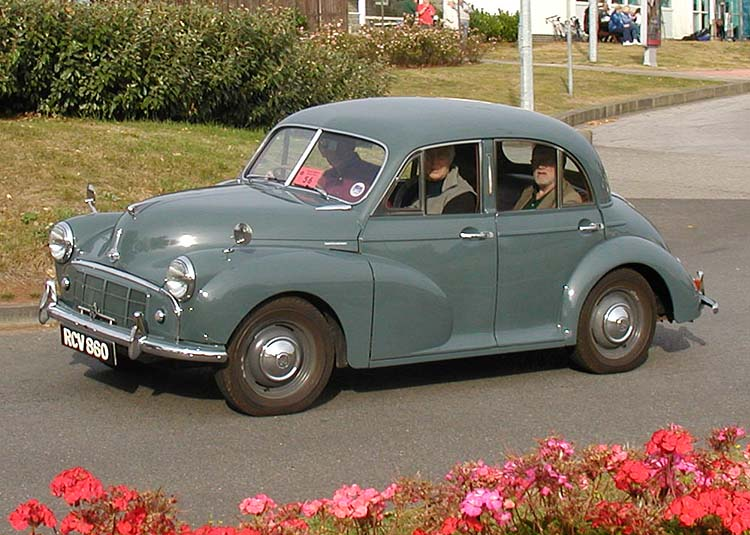
Morris Minor 1953 года

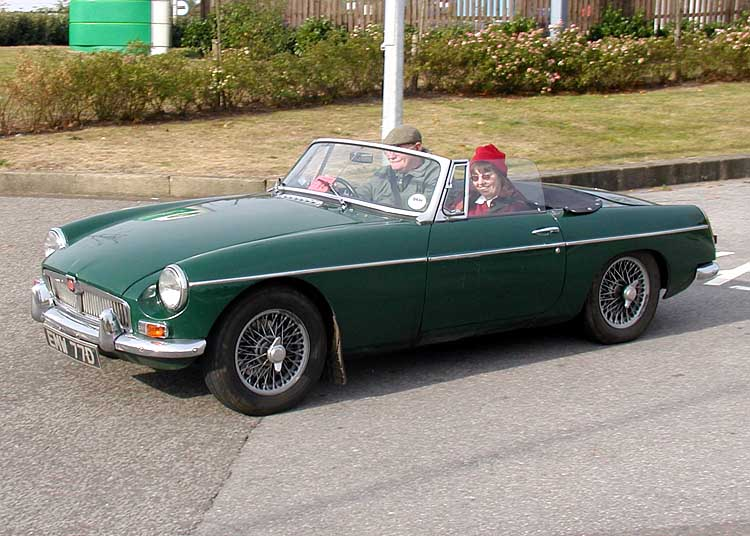
MG MGB 1966 года

Разрабатываемые BMC проекты транспортных средств имели так называемый «ADO number» (расшифровывается как «Amalgamated Drawing Office»). Поэтому автомобили, продаваемые более чем под одной маркой (например, Austin Seven и Morris Mini Minor), имели одинаковый номер ADO (в данном случае, «ADO15»). Часто, во избежание путаницы, для обозначения автомобилей, созданных в рамках одного проекта, применяется именно номер ADO. Существовали следующие номера ADO:
- ADO6 Austin FX4 Taxi
- ADO8 Austin A40 Farina
- ADO9 Austin A55 Cambridge
- ADO10 Austin A90 Westminster
- ADO13 Austin-Healey Sprite
- ADO14 Austin Maxi
- ADO15 Mini
- ADO16 1100/1300
- ADO17 1800/2200
- ADO20 Mini MkIII и Clubman
- ADO23 MGB
- ADO26 Austin Healey 3000 MkIII
- ADO27 Austin Kimberley
- ADO28 Morris Marina
- ADO31 MGA 1600
- ADO34 2-местный родстер, разработанный Pininfarina на основе Mini.
- ADO37 Vanden Plas Princess 3 litre
- ADO40 Wolseley 24/80
- ADO41 Austin-Healey Sprite MkII
- ADO47 MG Midget MkI
- ADO50 Mini Cooper and Cooper S
- ADO52 MGC
- ADO53 Austin A110 Westminster
- ADO59 Morris Minor 1000
- ADO61 Austin 3-Litre
- ADO66 Vanden Plas Princess 4-litre R
- ADO67 Austin Allegro
- ADO88 Mini Metro
- ADO99 Austin Maestro

### Унаследованный модельный ряд
| - Austin A125 Sheerline 1947—1954 - Austin A135 Princess 1947—1956 - Austin A40 Sports 1950—1953 - Austin A70 Hereford 1950—1954 - Austin A30 1951—1956 - Austin A90 Atlantic 1949—1952 - Austin A40 Devon 1947—1952 - MG TD 1949—1953 - MG Y-type 1947—1953 | - Morris Minor 1948—1971 - Morris Oxford (Series MO) 1948—1954 - Morris Six MS 1948—1953 - Riley RM series 1945—1955 - Wolseley 4/50 1948—1953 - Wolseley 6/80 1948—1954 - Wolseley Oxford Taxi 1947—1955 |

### Созданные BMC
| - Austin A40 Somerset 1952—1954 - Austin A40 Cambridge 1954—1958 - Austin A90 Westminster 1954—1968 - Austin Metropolitan 1954—1961 - Austin A35 1956—1959 - Austin Lancer (Австралия) 1958—1962 - Austin Princess IV 1956—1959 - Austin A40 Farina 1958—1967 - Austin A55 Cambridge 1959—1969 - Austin Mini 1959—1989 - Austin Freeway (Австралия) 1962—1965 - Austin 1100/1300 1963—1974 - Austin 1800 1964—1975 - Austin 3-Litre 1967—1971 - Austin Maxi 1969—1981 (разработан BMC) - Austin-Healey 100 1953—1959 - Austin-Healey 3000 1959—1968 - Austin-Healey Sprite 1958—1971 - MG A 1955—1962 - MG Magnette ZA/ZB 1953—1959 - MG Magnette Mk III/Mk IV 1959—1968 - MG Midget 1961—1974 - MGB 1962—1980 - MG 1100/1300 1962—1973 - MGC 1967—1969 - Morris Oxford 1954—1971 - Morris Cowley 1954—1959 - Morris Isis 1955—1958 - Morris Marshal (Австралия) 1957—1960 - Morris Major (Австралия) 1958—1964 - Morris Mini-Minor 1959—2000 - Morris 1100/1300 1963—1974 - Morris 1800 1964—1975 | - Riley Pathfinder 1953—1957 - Riley 2.6 1958—1959 - Riley 1.5 1957—1965 - Riley 4/68 1959—1961 - Riley 4/72 1961—1969 - Riley Elf 1961—1969 - Riley Kestrel 1965—1969 - Vanden Plas 3 litre 1960—1964 - Vanden Plas 1100/1300 1963—1974 - Vanden Plas Princess 4 litre R 1964—1968 - Wolseley 4/44 1952—1956 - Wolseley 6/90 1954—1959 - Wolseley 15/50 1956—1958 - Wolseley 1500 1957—1965 - Wolseley 15/60 1958—1961 - Wolseley 16/60 1961—1971 - Wolseley 6/99 1959—1961 - Wolseley 6/110 1961—1968 - Wolseley Hornet 1961—1969 - Wolseley 24/80 (Австралия) 1962—1967 - Wolsleley 1100/1300 1965—1973 - Wolseley 18/85 1967—1972 |

### Коммерческие автомобили
Большинство коммерческих автомобилей продавались под маркой Morris и лишь изредка Austin.

#### Фургоны, базирующиеся на легковых автомобилях

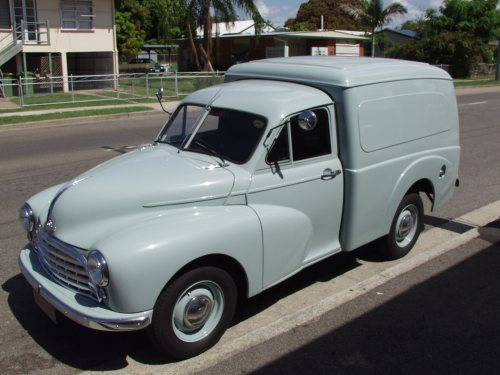
Фургон Morris Cowley MCV

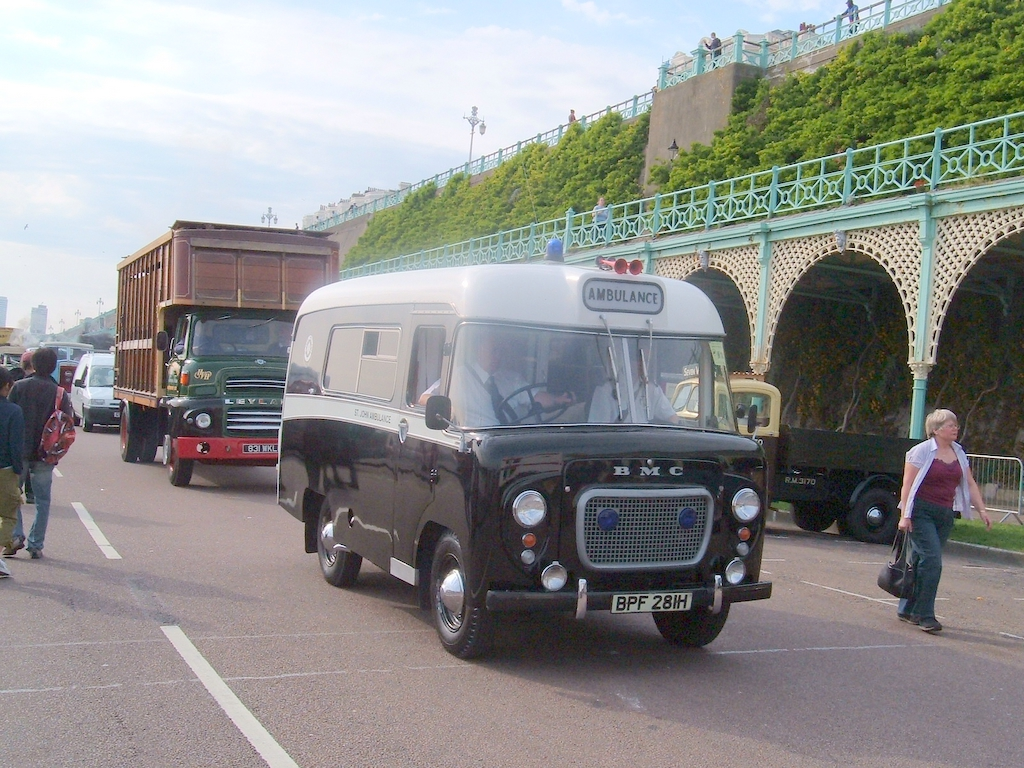
Автомобиль скорой помощи.

- Morris Z-series ¼-ton (Morris Eight Series E) 1940—1953
- Morris ¼-ton O-Type (Morris Minor фургон) 1953—1971
- Morris Cowley MCV (Morris Oxford фургон) 1950—1956
- Austin A30 фургон 1954—1956
- Austin A35 фургон 1956—1968
- Austin A35 пикап 1956—1957
- Morris ½-ton (Morris Oxford Series III фургон) 1956—1962
- Austin A55/A60 фургон 1958—1972
- Austin A55/A60 пикап (Australian built) 1958—1972
- Mini van 1960—1982
- Mini pick-up 1961—1982
- Austin A40 Farina фургон (только на экспорт) 1961—1967
- Austin 1800 ute (пикап) (австралийского производства) 1967—1974

#### Лёгкие фургоны

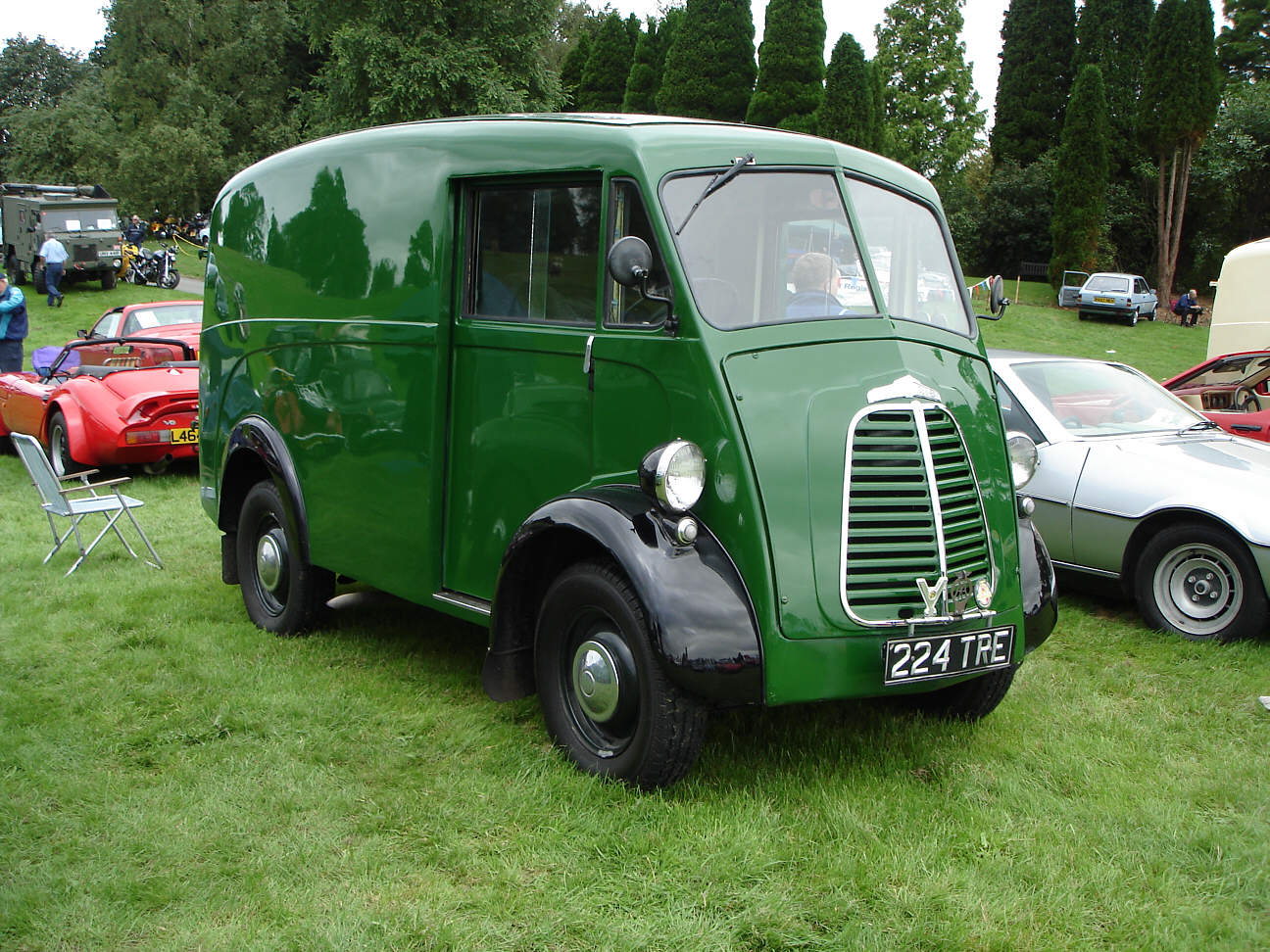
Фургон Morris JB 1957 года

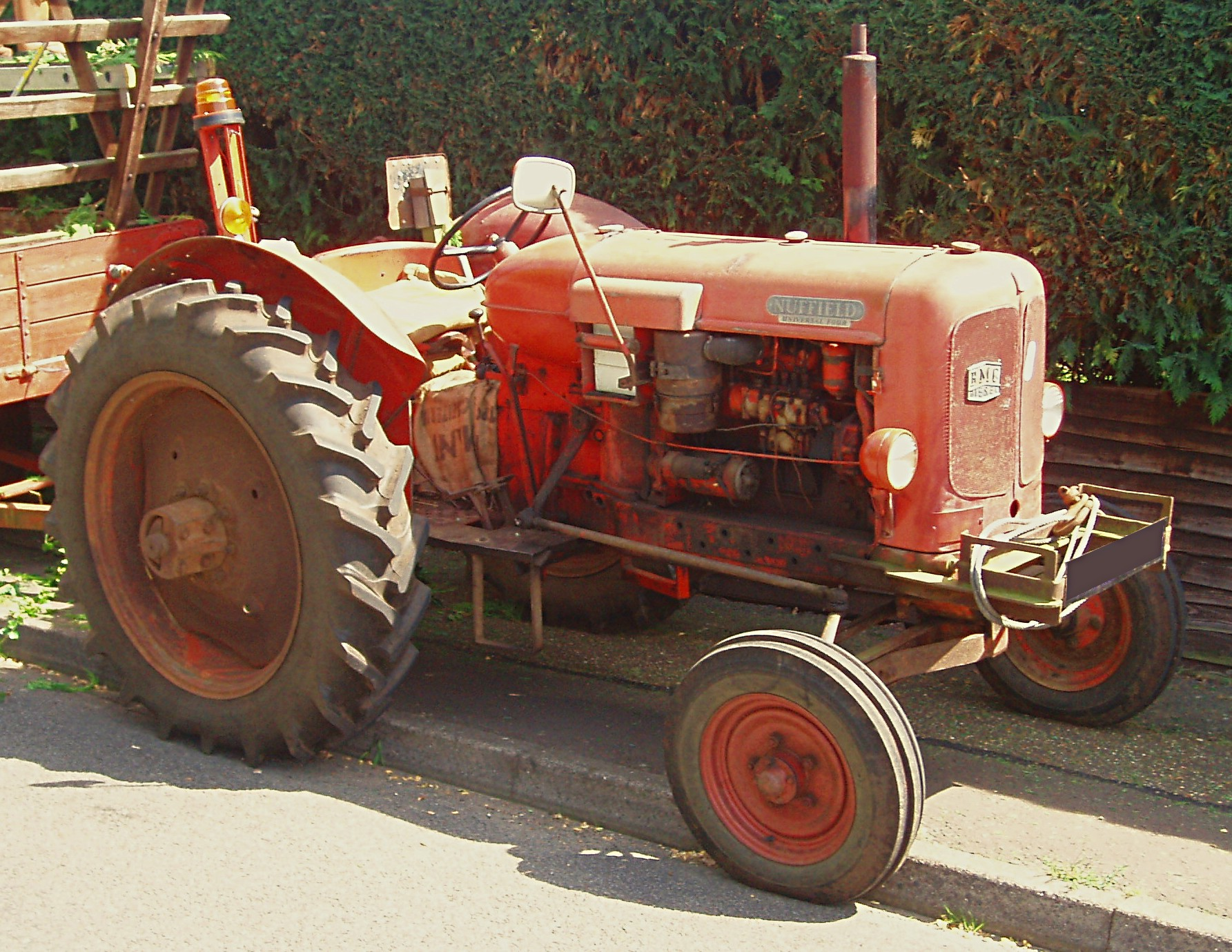
Трактор Nuffield Universal

- Austin K8 1948—1954
- Morris J-type 1949—1960
- Morris LD 1952—1968
- Morris J2 1956—1967
- Morris 250 JU[5] 1967-
- Austin/Morris J4 1960—1974

#### Лёгкие грузовики
- Morris LC4 1952—1954
- Morris LC5 1954—1960
- Morris FV-series (Series I) 1948—1954
- Morris FV-series (Series II) 1954—1955
- Morris FE-series (Series III) 1955—1959
- Morris FG 1960—1968
- Morris FM 1961—1968
- Morris WE 1955—1964
- Morris WF 1964—1981
- Morris FF 1958—1961
- Morris FH 1961—1964
- Morris FJ 1964—1968

### Сельскохозяйственная техника
- Nuffield Universal